# Д̆
Д̆, д̆ – litera rozszerzonej cyrylicy. Utworzona została na skutek dodania do litery Д znaku diakrytycznego brewisa.
Litera Д̆ jest wykorzystywana w dialekcie Wyspy Beringa języka aleuckiego, w którym oznacza dźwięk [ð] odpowiadający wymowie angielskiego dwuznaku Th w słowie they /ðeɪ/. Przykłady użycia: ад̆аӽ /aðɑχ/ – ojciec, чӣд̆аӽ /ˈtʃiːðaχ/ – pisklę.

## Kodowanie
| Forma     | Wygląd | Części składowe | Części składowe | Kodowanie     |
| --------- | ------ | --------------- | --------------- | ------------- |
| majuskuła | Д̆      | U+1044 Д        | U+0306 ◌˘       | U+1044 U+0306 |
| minuskuła | д̆      | U+1076 д        | U+0306 ◌˘       | U+1076 U+0306 |